# 佐藤友治
佐藤 友治（さとう ともはる、1980年6月18日 - ）は、大阪府出身の脚本家。
バラエティ番組のAD・ディレクターを経て、ケイファクトリーでテレビドラマのAPをし、2018年現在も同社に所属している。
よしもとラフアンドピースが運営する第3回沖縄国際映画祭（2011年）にて、『幸運の壺 Good Fortune』で脚本家デビューする（共同脚本）。

## 作品

### テレビドラマ
- 悪夢ちゃんスペシャル（日本テレビ、2014年5月2日）
- 地獄先生ぬ〜べ〜（日本テレビ、2014年10月期「土曜ドラマ」）
- THE LAST COP/ラストコップ（日本テレビ、2015年6月19日「金曜ロードSHOW! 特別ドラマ企画」）
  - THE LAST COP/ラストコップ（日本テレビ、2016年10月期「土曜ドラマ」）
- 臨床犯罪学者 火村英生の推理（日本テレビ、2016年1月期「日曜ドラマ」）
  - 臨床犯罪学者 火村英生の推理2019「ABCキラー」編（日本テレビ、2019年9月29日） ※脚本協力
- 鼠、江戸を疾る2（NHK総合、2016年4月期「木曜時代劇」）
- ブラックリベンジ（読売テレビ・日本テレビ系、2017年10月期「木曜ドラマF」）
- ◯◯な人の末路（日本テレビ、2018年4月期「シンドラ」）
- ブラックスキャンダル（読売テレビ・日本テレビ系、2018年10月期「木曜ドラマF」） ※第5話・第6話・第8話はシリーズ監修を担当
- シロでもクロでもない世界で、パンダは笑う。（読売テレビ・日本テレビ系、2020年1月期「日曜ドラマ」）
- 警視庁強行犯係 樋口顕 Season2（テレビ東京、2022年7月期「金曜8時のドラマ」）
- 霊媒探偵・城塚翡翠（日本テレビ、2022年10月期「日曜ドラマ」）
  - invert 城塚翡翠 倒叙集（日本テレビ、2022年10月期「日曜ドラマ」）
- ブラックファミリア〜新堂家の復讐〜（読売テレビ・日本テレビ系、2023年10月期「木曜ドラマ」）[2]
- GO HOME〜警視庁身元不明人相談室〜（日本テレビ、2024年7月期「土ドラ9」）

### 配信ドラマ
- THE LAST COP/ラストコップ（Hulu、2015年6月19日 - 7月24日）
- 臨床犯罪学者 火村英生の推理 Another Story（Hulu、2016年3月20日 - 4月3日）
  - 臨床犯罪学者 火村英生の推理2019「狩人の悪夢」編（Hulu、2019年9月29日・10月6日） ※脚本協力
- ブラを捨て旅に出よう〜水原希子の世界一周ひとり旅〜（Hulu、2020年1月24日 - 2月28日）
- ハコヅメ〜もっとたたかう!町山署の人々〜（Hulu、2021年9月15日）

### 映画
- 幸運の壺 Good Fortune（監督：小川通仁 / 配給：よしもとクリエイティブ・エージェンシー、2012年2月25日公開） ※福間正浩・加藤公平との共同脚本
- LAST COP THE MOVIE（監督：猪股隆一 / 配給：松竹、2017年5月3日公開）